# 槐樹店駅
槐樹店駅（かいじゅてんえき、中国語：槐树店站、英語：Huaishudian Station）は中国四川省成都市成華区にある、成都地下鉄4号線と7号線の駅。

## 概要
この駅は中環路双店路段と槐樹店路の交差点にあり、2017年6月2日に4号線が開業、2017年12月6日に7号線が開業した。建設期間中は「万年場駅」という駅名だった。7号線の車両車庫として使われている崔家店停車場の出入庫線の一部がこの駅とつながっているため、7号線内回り方面列車の始発駅となっている。

## 駅構造

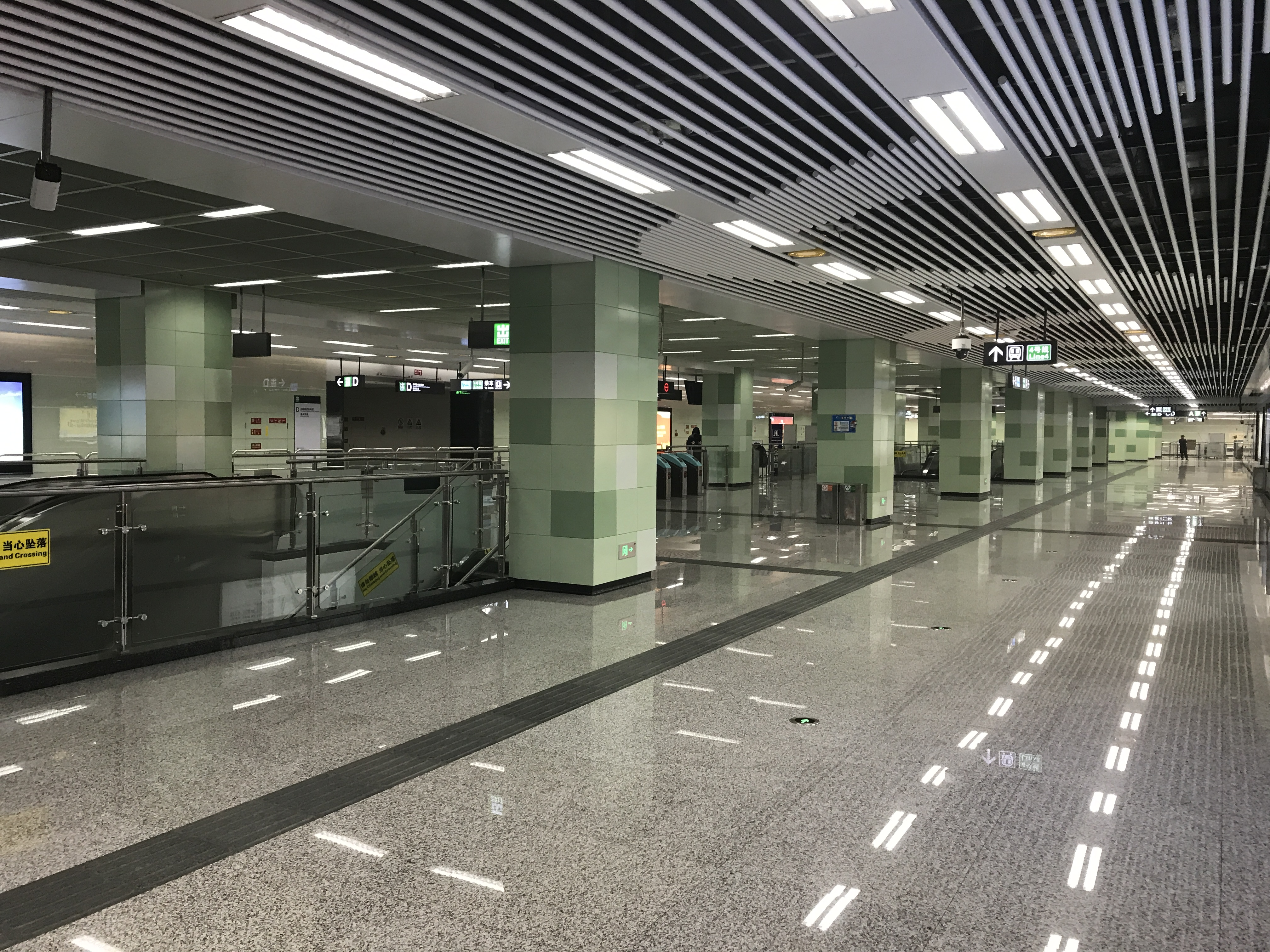
1階ロビー
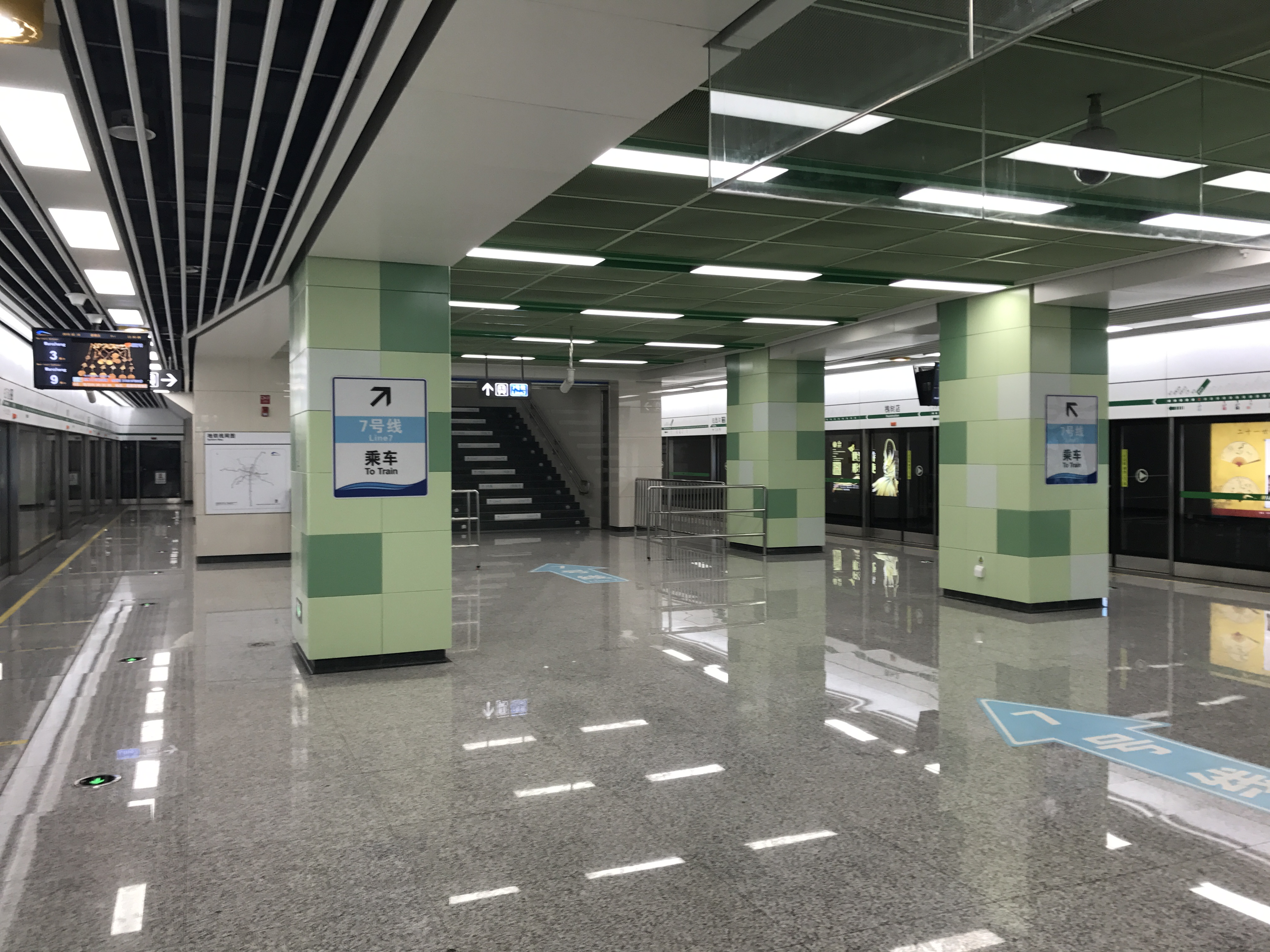
4号線ホーム
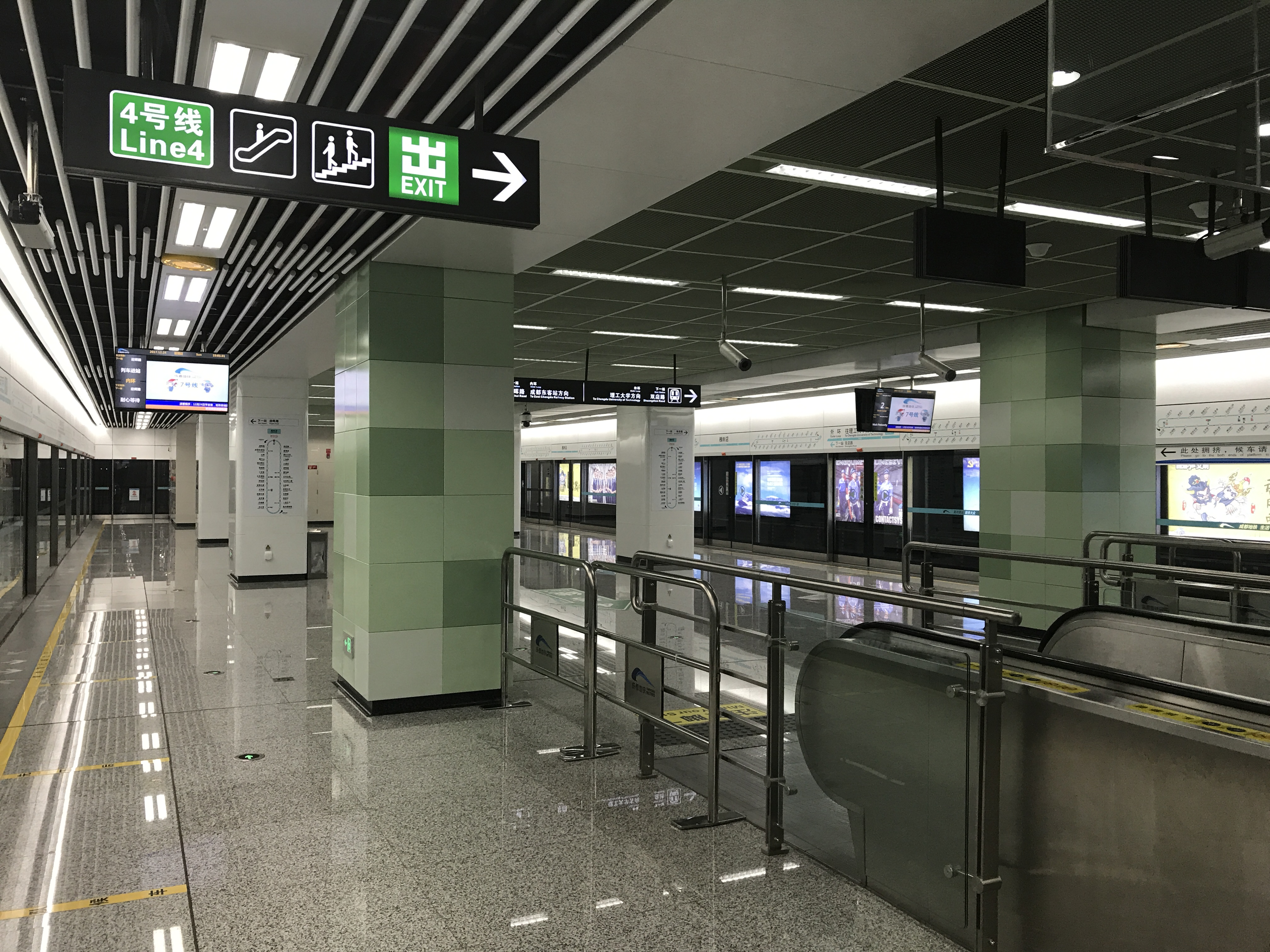
7号線ホーム

島式ホーム1面2線の地下駅。
| 地上      |                                 | 出入口                            |  |
| 地下 一階 | 駅ロビー                        | 安全検査、券売機、駅売店          |  |
| 地下 二階 |                                 | ■7号線 外回り （次の駅:双店路）   |  |
| 地下 二階 | 島式ホーム                      |                                   |  |
| 地下 二階 | ■7号線 内回り （次の駅:迎暉路） |                                   |  |
| 地下 三階 |                                 | ■4号線 万盛方面 （次の駅:万年場） |  |
| 地下 三階 | 島式ホーム                      |                                   |  |
| 地下 三階 | ■4号線 西河方面 （次の駅:来龍） |                                   |  |

- 1階ロビー
- 4号線ホーム
- 7号線ホーム

## 出入口
出入口は10つ設計されているが、2018年現在は8つ使用されている。
|                                               |      |                |                        |
| 出入口番号                                    | 設備 | 場所           | 出入口付近             |
| 出口 · A · 1                                  |      | 槐樹店路       | 魯能城                 |
| 出口 · A · 2                                  |      | 中環路建材路段 | 隆鑫·九熙              |
| 出口 · B · 2                                  |      | 槐樹店路       | 華天陽光小区           |
| 出口 · C                                      |      | 槐樹店路       | 成都市技師学院(東校区) |
|                                               |      |                |                        |
| 出入口番号                                    | 設備 | 場所           | 出入口付近             |
| 出口 · E                                      |      | 中環路双店路段 | 成都市技師学院(東校区) |
| 出口 · F                                      |      | 中環路双店路段 | 宏苑                   |
| 出口 · K                                      |      | 中環路双店路段 | 槐樹苑                 |
| 出口 · G                                      |      | 中環路双店路段 | 宏苑                   |
| 注： エレベーター \| 車椅子の昇降台 \| トイレ |      |                |                        |

## 隣の駅
成都地下鉄
■7号線
双店路駅 - 槐樹店駅  - 迎暉路駅
■4号線
万年場駅 - 槐樹店駅 - 来龍駅